# Jakow Daszewski
Jakow Siergiejewicz Daszewski (ros. Яков Сергеевич Дашевский, ur. 5 kwietnia?/18 kwietnia 1902 w Chersoniu, zm. 2 sierpnia 1972 w Moskwie) – radziecki dowódca wojskowy, generał porucznik.

## Życiorys
Urodził się w rodzinie żydowskiej. W 1912 ukończył szkołę w Chersoniu, od 1921 służył w Armii Czerwonej, od maja 1921 do października 1926 był kursantem Leningradzkiej Wojskowej Szkoły Łączności, następnie dowódcą plutonu kompanii łączności w 14 Korpusie Piechoty. Od sierpnia 1930 pracował w Zarządzie Wywiadowczym Armii Czerwonej, od maja 1933 do maja 1934 studiował w Akademii Wojskowej im. Frunzego, od maja 1934 do maja 1935 był szefem Oddziału 3 Wydziału 4 Zarządu Wywiadowczego Armii Czerwonej, a od maja 1935 do czerwca 1939 pomocnikiem szefa Wydziału 5, zastępcą szefa i p.o. szefa Wydziału 6 Zarządu Wywiadowczego Armii Czerwonej. Od czerwca 1939 do października 1940 wykładał na kursach wojskowych, od października 1940 do lipca 1941 studiował w Akademii Sztabu Generalnego, następnie skierowany na front, 1941–1942 był szefem sztabu i dowódcą 333 Dywizji Piechoty, a 1942–1945 szef sztabu Północnej Grupy Wojsk Frontu Zakaukaskiego i kolejno 9 Armii, 47 i 51 Armii, 31 października 1944 otrzymał stopień generała porucznika. Po wojnie, 1946–1947 był szefem sztabu Uralskiego Okręgu Wojskowego, a 1947–1965 zastępcą szefa katedry Wojskowej Akademii Sztabu Generalnego, w maju 1965 zakończył służbę wojskową. Został pochowany na Cmentarzu Nowodziewiczym.

## Odznaczenia
- Order Lenina
- Order Czerwonego Sztandaru (dwukrotnie)
- Order Kutuzowa I klasy
- Order Kutuzowa II klasy
- Order Bohdana Chmielnickiego II klasy
- Order Czerwonej Gwiazdy

I medale.